# 푸시 라이엇
푸시 라이엇(Pussy Riot)은 러시아의 여성주의 펑크록 집단이다. 이들은 모스크바에서 러시아의 현재 정치상황에 대해 도발적인 내용의 즉석 공연을 갖곤 한다.

## 반푸틴 성당 시위
푸시 라이엇 멤버 3명(마리아 알료키나, 나데즈다 톨로코니코바, 예카테리나 사무체비치)은 2012년 러시아 대선 직전인 2012년 2월 21일에 모스크바의 구세주 그리스도 대성당에서 성당 측의 허가 없이 블라디미르 푸틴에 반대하는 내용의 즉석 공연을 벌였다. 이들은 성당으로 들어와 십자성호를 긋고, 제단에 절을 올린 뒤 한 곡을 연주했다. 연주가 채 1분도 지속되기 전에 이들은 경비원들에 의해 성당에서 쫓겨났다. 푸시 라이엇은 이 때 촬영한 필름을 토대로 뮤직 비디오를 제작했다.
이들은 성당에서 노래를 부르며 테오토코스(마리아의 그리스어 명칭)에게 "푸틴을 내쫓아달라"고 청했다. 또한 이들은 자신의 곡에서 모스크바 총대주교 키릴을 신보다 푸틴을 믿는 사람으로 묘사했다. 이후 성당 측의 고발로 이들 3명은 체포됐고, 러시아 검찰은 이들에게 징역 3년을 구형했다.

## 세계적 구명 운동
이들의 체포 소식이 알려지면서 전 세계적으로 구명 운동이 일어났다. 아이슬란드, 영국, 스페인, 미국 등지의 젊은이들과 예술가들은 푸시 라이엇 멤버들에 대한 선고 공판이 열릴 2012년 8월 17일 러시아 당국에 대한 항의집회를 개최했다.
유명 음악가들도 푸시 라이엇 지지선언에 동참했다. 선고 전날인 8월 16일에는 비틀즈의 멤버였던 폴 매카트니가 자신의 홈페이지에 푸시 라이엇 멤버들을 격려하는 편지를 올렸다. 이 편지에서 매카트니는 "러시아 당국이 표현의 자유를 존중하고 당신들을 처벌하지 않기를 간절히 바란다"라고 적었다.
이에 앞서 마돈나는 8월 7일, 9일 러시아에서 열린 자신의 공연에서 푸시 라이엇 멤버들의 이름을 거명하며 이를 "용감한 행동"이라고 격려했다. 이 외에 푸시 라이엇의 석방을 촉구한 음악가로는 비요크, 스팅, 레드 핫 칠리 페퍼스 등이 있다.

## 2018년 FIFA 월드컵 결승전 경기 난입
2018년 FIFA 월드컵 크로아티아와 프랑스의 결승전에서 후반 9분 프랑스가 2:1로 앞서나가는 가운데 푸시 라이엇이 경기장에 난입하는 사건이 있었다.